# Daniel Crowley
Pour les articles homonymes, voir Crowley.
Daniel « Dan » Crowley, né le 3 août 1997 à Coventry en Angleterre, est un footballeur anglais qui joue au poste de milieu offensif au Morecambe.

## Biographie

### Débuts professionnels
Passé par le centre de formation d'Aston Villa, Dan Crowley rejoint en 2013 Arsenal, où il poursuit sa formation. Il ne joue cependant pas avec l'équipe première, et se voit prêté successivement à Barnsley en 2015, puis à Oxford United en 2016, deux clubs évoluant en League One (D3). L'année suivante, il est prêté à l'étranger, aux Go Ahead Eagles, aux Pays-Bas.

### Willem II
Le passage de Crowley aux Pays-Bas ne laisse pas indifférent et attire l'attention du club de Willem II, qui le recrute le 17 juillet 2017.
En janvier 2018, il est prêté pour six mois au SC Cambuur, en deuxième division néerlandaise.
Avec le club du Willem II, il inscrit cinq buts en première division lors de la saison 2018-2019, et atteint lors de cette même saison la finale de la Coupe des Pays-Bas, en étant battu par l'Ajax Amsterdam.

### Birmingham City
Le 18 juillet 2019, Dan Crowley retrouve l'Angleterre, en s'engageant pour un contrat de deux saisons avec le Birmingham City, évoluant alors en Championship (D2). Il joue son premier match avec son nouveau club le 3 août 2019, jour de ses 22 ans, à l'occasion de la première journée de la saison 2019-2020 de Championship, face au Brentford FC. Crowley est titularisé ce jour-là et est remplacé en deuxième période par Ivan Šunjić, son équipe s'impose sur le score de un but à zéro.

### Hull City
Le 18 janvier 2021, Crowley est prêté jusqu'à la fin de la saison à Hull City.

### Retour à Angleterre
Le 10 janvier 2023, il rejoint Morecambe.

### Carrière en équipe nationale
Avec l'équipe d'Angleterre des moins de 19 ans, il inscrit un but lors d'un match amical contre le Japon en novembre 2015.

## Palmarès
Willem II
- Coupe des Pays-Bas
  - Finaliste en 2019

 Hull City
- D3 anglaise
  - Champion en 2021.